# Laphystia lanhami
Laphystia lanhami là một loài ruồi trong họ Asilidae. Laphystia lanhami được James miêu tả năm 1941. Loài này phân bố ở vùng Tân Bắc giới.